# Taitsche Gleichung
Die taitsche Gleichung ist eine klassische Zustandsgleichung zur Beschreibung schwer kompressibler Medien, insbesondere von Flüssigkeiten wie Wasser. Sie stellt eine Beziehung zwischen dem Druck {\displaystyle p} und der Dichte {\displaystyle \rho } her:
{\displaystyle p-p_{0}=B\left(\left({\frac {\rho }{\rho _{0}}}\right)^{m}-1\right)}
wobei {\displaystyle \rho _{0}} die Ausgangsdichte und {\displaystyle \rho } die Dichte im komprimierten Zustand ist. Die auftretenden Konstanten und deren Zahlenwerte für Wasser sind
{\displaystyle B={\frac {\rho _{0}c_{0}^{2}}{m}}={\frac {K_{\mathrm {w} }}{m}}\approx 0{,}3214\;{\rm {GPa}}}
{\displaystyle m={\frac {c_{p}}{c_{v}}}\approx 7}
wobei {\displaystyle c_{0}} die Schallgeschwindigkeit beim Ausgangsdruck und {\displaystyle K_{\mathrm {w} }} den Kompressionsmodul darstellt. Die Konstante {\displaystyle m} ist der Adiabatenexponent.
Mit anderen Zahlenwerten für {\displaystyle m} und {\displaystyle B} lässt sich die Gleichung auch auf andere Flüssigkeiten anwenden. 
Die Gleichung ist nach Peter Guthrie Tait benannt, der sie bei der Auswertung der Temperaturmessergebnisse in der Tiefsee während der Challenger-Expedition aufstellte. 
Die taitsche Gleichung ist hin und wieder auch unter dem (falschen) Namen tatesche Gleichung zu finden.